# Jaime Perczyk
Jaime Perczyk (Palermo, Buenos Aires, 21 de enero de 1964) es un académico, profesor universitario, educador y político argentino, que ejerció como ministro de Educación de la Nación desde 2021 hasta 2023, en el gobierno de Alberto Fernández.
Previamente fue secretario de Políticas Universitarias (2019-2021), Secretario de Educación (2011-2015) y rector de la Universidad Nacional de Hurlingham (2015-2019).

## Biografía
Nació en el seno de una familia judía. Licenciado en Educación Física y Especialista en ciencias sociales y humanidades, ejerció como secretario de Políticas Universitarias en el Ministerio de Educación de la Nación desde 2019 hasta 2021, fue rector (en uso de licencia) de la Universidad Nacional de Hurlingham (UNAHUR) entre 2015 y 2019. Entre 2018 y 2019 fue vicepresidente y luego presidente del Consejo Interuniversitario Nacional (CIN). El 20 de septiembre de 2021 fue designado como titular del Ministerio de Educación de la Nación bajo la presidencia de Alberto Fernández.
Anteriormente fue jefe de asesores de gabinete del ministro de Educación Alberto Sileoni (2009-2011), director nacional de Políticas Socioeducativas (2007-2009). Es egresado del CNBA (1982), especialista en ciencias sociales y humanidades por la Universidad de Quilmes (2010), licenciado en educación física por la Universidad Nacional de Luján (2000) y profesor nacional de educación física por Instituto Nacional de Educación Física “Prof. Federico W. Dickens” (1989). Actualmente realiza un magíster en ciencias sociales y humanidades mención política y gestión pública (Universidad Nacional de Quilmes) y un magíster en política y gestión de la educación (Universidad Nacional de Luján). En sus más de veinticinco años de carrera ha desarrollado una intensa actividad docente en educación inicial, primaria, secundaria y no formal. Además, fue vicepresidente del Directorio de Educ.ar.